# Nuevo Guadalupe
Nuevo Guadalupe är en ort i Mexiko.   Den ligger i kommunen Ocosingo och delstaten Chiapas, i den sydöstra delen av landet, 800 km öster om huvudstaden Mexico City. Nuevo Guadalupe ligger 904 meter över havet och antalet invånare är 164.
Terrängen runt Nuevo Guadalupe är varierad. Runt Nuevo Guadalupe är det glesbefolkat, med 16 invånare per kvadratkilometer. Närmaste större samhälle är Ocosingo, 15,6 km väster om Nuevo Guadalupe. I omgivningarna runt Nuevo Guadalupe växer i huvudsak städsegrön lövskog.